# نهر غراند
نهر غراند (بالإنجليزية: Grand River)‏ هو نهر صغير منبعه ومصبه ضمن مقاطعة أونتاريو الكندية. ينبع من منطقةٍ قرب بلدة دندالك شمال مدينة غويلف ويواصل مسيره جنوباً ليصب في بحيرة إري عند بلدة بورت ميتلاند. يبلغ طوله 275 كم.

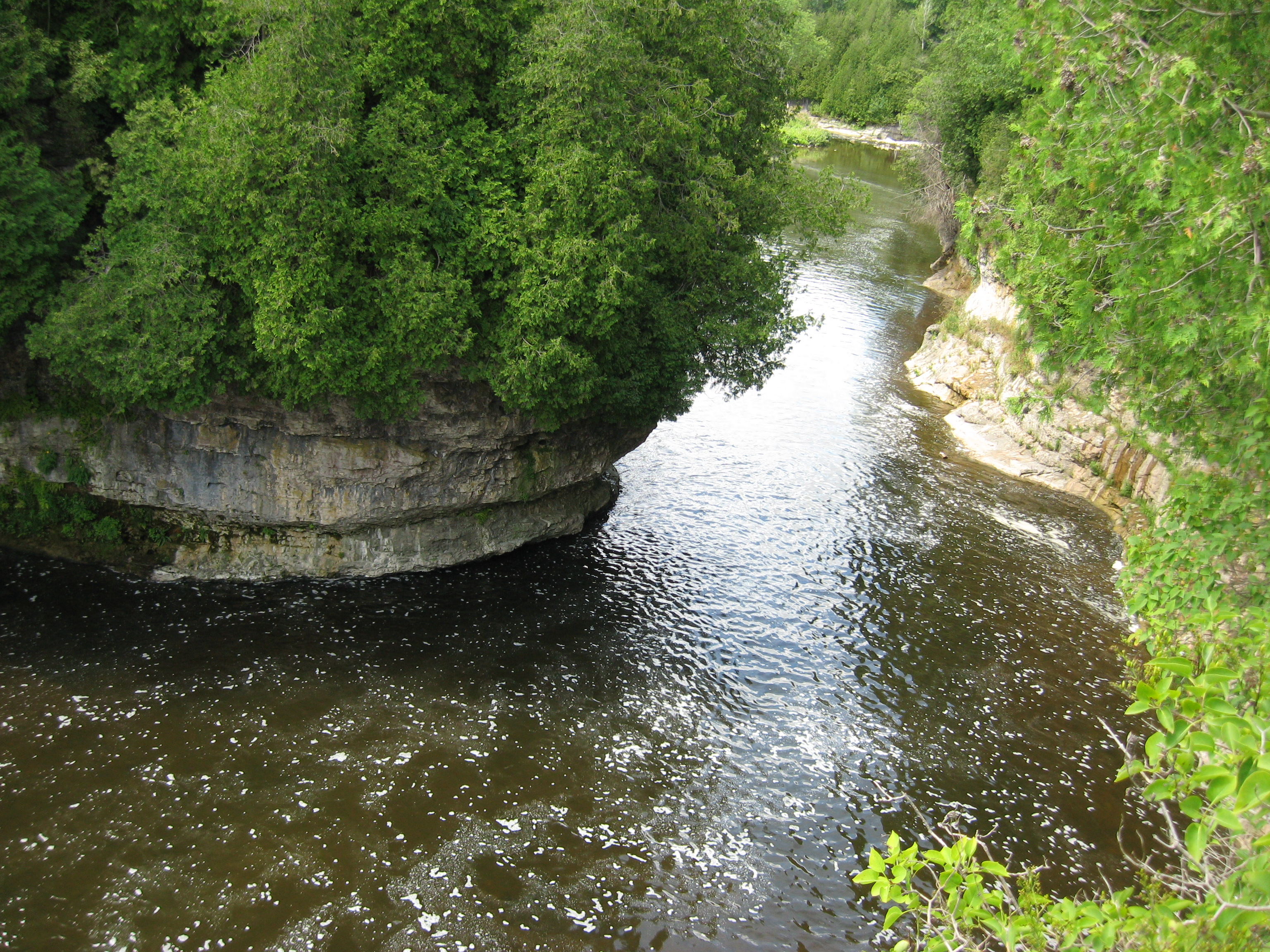
نهر غراند لدى جريانه في خانق وادي إلورا

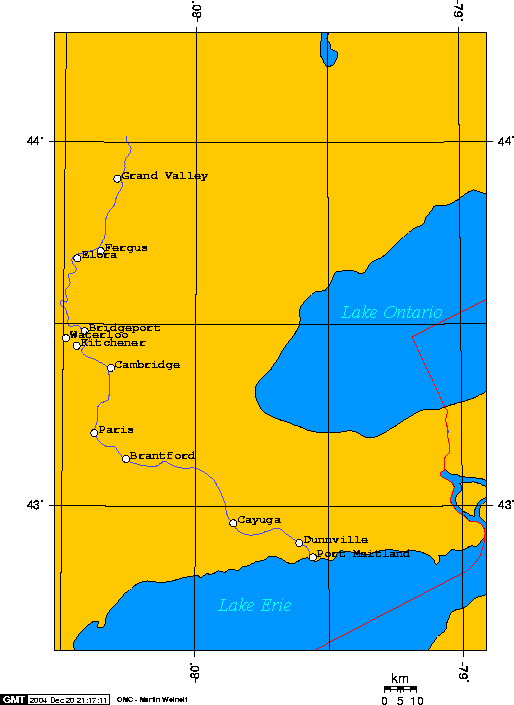
مجرى نهر غراند من منبعه إلى مصبه

## أعلام
- جورج هنري مارتن جونسون